# باشگاه فوتبال قوجاایلی‌اسپور
باشگاه فوتبال قوجاایلی‌اسپور (انگلیسی: Kocaelispor) یک باشگاه فوتبال مستقر در ازمیت، استان قوجاایلی، ترکیه است که در حال حاضر در لیگ دسته اول فوتبال ترکیه، دومین سطح لیگ فوتبال در این کشور به فعالیت می‌پردازد. 